# 龜崙族
龜崙族（Kulon），台灣原住民平埔族群之一，相對於其他平埔族群人口較少，目前因漢化難以識別，主要居住在桃園市龜山區、蘆竹區、八德區，少數居住在桃園市桃園區和新北市鶯歌區、樹林區、新莊區一帶，部分學者視其為凱達格蘭族的一支。

## 聚落
龜崙族主要聚落及其相對應的現址如下所示：
- 桃園市「南崁四社」為：
  - 龜崙社：今龜山區楓樹、新路、龜山、大同等里
  - 霄裡社：今八德區竹園、霄裡等里
  - 南崁社：今蘆竹區山鼻里
  - 坑子社：今蘆竹區坑子里

## 歷史
在明末外來強權來到台灣統治時，外人因視龜崙社領地為生番兇悍的出草區，因而避開不敢踏越。直至雍正10年的討伐後龜崙社才歸順清朝。
清巡臺御史黃叔璥所著臺海使槎錄中之「番俗六考」裡對龜崙族的描述：「龜崙、霄裏、坑仔諸番體盡『矲亞』（短小），趨走促數，又多斑癬，狀如生番」。

## 外部連結
- 台灣西部平埔族詞彙比較表--臺灣原住民大辭典[永久]
- 龜崙--臺灣原住民文化大辭典[]
- 干闌屋--臺灣原住民文化大辭典[永久]
- 南崁四社--臺灣原住民文化大辭典[永久]
- 霄里社--臺灣原住民文化大辭典[永久]
- YouTube上的Myth(神話/song)